# Беноа (мыс)
Бено́а, известен также как Танджу́нг-Бено́а (индон. Tanjung Benoa — мыс Беноа) — мыс в южной части индонезийского острова Бали. Относится к числу наиболее популярных курортно-туристических зон острова.
Площадь мыса составляет 5,24 км². На его территории находится поселение Танджунг-Беноа, включающее в себя две деревни. Общая численность местного населения — 5463 человека.

## Географическое положение
Мыс Беноа находится на полуострове Букит, который образует южную оконечность острова Бали. Представляет собой песчаную стрелку, отходящую от восточного побережья Букита, известного как Нуса-Дуа, в сторону основной территории Бали. Территория мыса вытянута почти строго с юга на север. Его длина составляет около 3,8 км, максимальная ширина — около 1,2 км, площадь — около 5,24 км².
Внешнее, восточное побережье мыса, омываемое водами пролива Бадунг, изрезано незначительно. На западном, обращенном в сторону перешейка, соединяющего Букит с основной частью Бали и омываемом водами мелководного залива Беноа, имеется несколько небольших бухт. Все окружающие мыс водные пространства относятся к акватории Индийского океана. В нескольких сотнях метров от северной оконечности Беноа находится сопоставимый по размеру с мысом остров Серанган, противоположный берег которого, в свою очередь, находится в нескольких десятках метров от основной территории Бали и соединён с ней мостом. У восточного побережья расположено несколько меньших по размеру островков, наиболее значительным среди которых является Ну́са-Пуду́т (индон. Nusa Pudut) — узкая песчаная коса длиной около 1 км, одна из оконечностей которой почти смыкается с территорией Беноа.

## Природные условия
Мыс образован песчаными наносами. У западного побережья имеются коралловые рифы. Территория, не занятая строениями и дорожной инфраструктурой, в основном покрыта густой растительностью, в том числе кустарниками и пальмами. В южной части западного побережья имеется значительный массив мангровых зарослей, один из крупнейших на Бали.
На побережье Беноа встречаются различные виды морских черепах. Наиболее значительная колония черепах, находящаяся под охраной местных властей, обитает на Нуса-Пудуте и в прилегающей у нему акватории, благодаря чему этот островок широко известен на Бали под альтернативным названием Черепаший остров (индон. Pulau Penyu).
По мнению экологов, серьёзную угрозу для местной экосистемы представляют работы по засыпке и осушению прибрежной зоны залива Беноа, а также по строительству системы дамб и мостов, пересекающей залив, которые ведутся с конца XX века. Кроме того, предполагается, что на численности здешней популяции морских черепах может негативно сказаться постепенное размывание островка Нуса-Пудут.

## Административная принадлежность, население
Территория мыса выделена в качестве административно-территориальной единицы низшего уровня — поселения (индон. kelurahan) с соответствующим названием Танджу́нг-Бено́а (индон. Tanjung Benoa — Мыс Беноа), входящего в состав района Южный Кута, который, в свою очередь, относится к округу Бадунг провинции Бали.
Поселение включает две деревни — Танджунг-Беноа и Тенгкулунг (индон. Tengkulung). Их совокупное население, по состоянию на 2012 год, составляет 5463 человека, которые образуют 1150 семей. Этнический и конфессиональный состав жителей достаточно разнообразен, что не вполне типично для Бали в целом. Балийцы, коренное население острова, составляют здесь не более 70 % населения. Помимо них в поселении проживает достаточно много яванцев, бугисов, китайцев, а также выходцев с острова Флорес, принадлежащих к различным народностям. 4299 человек исповедуют индуизм, 999 — ислам, 74 — протестантизм, 64 — католицизм, 27 — буддизм.

## Экономика и социальная сфера
C начала 1980-х годов Беноа относится к числу наиболее посещаемых курортно-туристических зон Бали. Приоритетность индустрии туризма для этой территории отражена в долгосрочном плане экономического развития Беноа, принятом администрацией округа Бадунг в 2000 году. Мыс — особенно его западное побережье — пользуется популярностью прежде всего среди любителей морского отдыха, в том числе сноркелинга, дайвинга, серфинга, аквабайка. По оценке местных властей, по степени привлекательности для них Беноа приближается к Куте — наиболее известному водно-спортивному курорту Бали, несмотря на то, что определённые ограничения для ныряльщиков здесь создают приливы и отливы, более выраженные, чем во многих других частях острова.
Здесь расположено несколько гостиниц высокого класса, имеются оборудованные пляжи, рестораны, кафе и прочие объекты туристической инфраструктуры. Индустрия туризма является основой социально-экономической жизни обитателей мыса, обеспечивая занятость не менее 55 % трудоспособной части местного населения.
Рыболовство, которое исторически было главной отраслью местного хозяйства, в настоящее время имеет второстепенное значение для жителей Беноа. Основным промысловым видом здесь является Sardinella lemuru. Кроме того, ведётся лов креветок, а также сбор морских водорослей. Всего в рыболовстве и добыче разнообразных даров моря занято 16 % трудоспособного населения мыса.
В 1996 году коммерческими структурами, действовавшими на территории Беноа, был создан специальный совещательный комитет (индон. Komite Tanjung Benoa) для согласования различных вопросов, касающихся экономического освоения этой местности, её социального развития и охраны здешней природы. На начало 2000-х годов комитет объединял 24 компании, занятых в основном в гостиничном и туристическом бизнесе.
На территории Беноа расположена одна средняя школа первой ступени (с 7-го по 9-й класс), две начальные школы (с 1-го по 6-й класс), а также один детский сад и один медпункт. Функционирует множество магазинов и несколько базаров традиционного типа. Действуют 8 индуистских и один буддистский храм, а также одна мечеть. Имеется три кладбища: индуистское, мусульманское и китайское.